# Cnipodectes subbrunneus
A barnás légykapó a madarak (Aves) osztályának verébalakúak (Passeriformes) rendjébe, ezen belül a királygébicsfélék (Tyrannidae) családjába tartozó faj.

## Előfordulása
Bolívia, Brazília, Kolumbia, Ecuador, Panama és Peru területén honos. A természetes élőhelye szubtrópusi vagy trópusi nedves síkvidéki erdők.

## Alfajai
- Cnipodectes subbrunneus minor P. L. Sclater, 1884
- Cnipodectes subbrunneus panamensis Zimmer, 1939
- Cnipodectes subbrunneus subbrunneus (P. L. Sclater, 1860)